# Apogonia deformis
Apogonia deformis är en skalbaggsart som beskrevs av Kobayashi 2009. Apogonia deformis ingår i släktet Apogonia och familjen Melolonthidae. Inga underarter finns listade i Catalogue of Life.